# Paraschistura
Genre
Paraschistura est un genre de poissons téléostéens de la famille des Nemacheilidae et de l'ordre des Cypriniformes. Paraschistura est un genre de « loches de pierre » dont la plupart se rencontrent dans le Sud de l’Asie centrale et occidentale. 

## Liste des espèces
Selon, Kottelat, M. (2012) ; Freyhof, J., Sayyadzadeh, G., Esmaeili, H.R. & Geiger, M. (2015)  et Vatandoust, S. & Eagderi, S. (2015) - 21 espèces:
- Paraschistura abdolii Freyhof, Sayyadzadeh, Esmaeili & Geiger, 2015[2]
- Paraschistura alepidota (Mirza & Bănărescu, 1970)
- Paraschistura aredvii Freyhof, Sayyadzadeh, Esmaeili & Geiger, 2015[2]
- Paraschistura bampurensis (A. M. Nikolskii, 1900)
- Paraschistura chrysicristinae (Nalbant, 1998)
- Paraschistura cristata (L. S. Berg, 1898)[2]
- Paraschistura hormuzensis Freyhof, Sayyadzadeh, Esmaeili & Geiger, 2015[2]
- Paraschistura ilamensis Vatandoust & Eagderi, 2015[3]
- Paraschistura kessleri (Günther, 1889)
- Paraschistura lepidocaulis (Mirza & Nalbant, 1981)
- Paraschistura lindbergi (Bănărescu & Mirza, 1965)
- Paraschistura microlabra (Mirza & Nalbant, 1981)
- Paraschistura naseeri (N. ud-D. Ahmad & Mirza, 1963)
- Paraschistura naumanni Freyhof, Sayyadzadeh, Esmaeili & Geiger, 2015[2]
- Paraschistura nielseni (Nalbant & Bianco, 1998)
- Paraschistura pakistanica (Mirza & Bănărescu, 1969)
- Paraschistura pasatigris Freyhof, Sayyadzadeh, Esmaeili & Geiger, 2015[2]
- Paraschistura prashari (Hora, 1933)
- Paraschistura punjabensis (Hora, 1923)
- Paraschistura turcmenica (L. S. Berg, 1932)[2]
- Paraschistura susiani Freyhof, Sayyadzadeh, Esmaeili & Geiger, 2015[2]

### Note
Selon FishBase (22 juillet 2015) - 11 espèces :
- Paraschistura alepidota (Mirza & Bănărescu, 1970)
- Paraschistura bampurensis (Nikolskii, 1900)
- Paraschistura chrysicristinae (Nalbant, 1998)
- Paraschistura kessleri (Günther, 1889)
- Paraschistura lepidocaulis (Mirza & Nalbant, 1981)
- Paraschistura lindbergi (Bănărescu & Mirza, 1965)
- Paraschistura microlabra (Mirza & Nalbant, 1981)
- Paraschistura montana (McClelland, 1838)
- Paraschistura naseeri (Ahmad & Mirza, 1963)
- Paraschistura prashari (Hora, 1933)
- Paraschistura sargadensis (Nikolskii, 1900)